# Zebra Technologies
Pour les articles homonymes, voir Zebra.
Zebra Technologies est une entreprise de fabrication de terminaux mobiles, d'imprimantes ainsi que des lecteurs de code-barres et de puces RFID.

## Histoire
En avril 2014, Zebra acquiert pour 3,5 milliards de dollars la division « entreprises » de Motorola Solutions.

## Principaux actionnaires
Au 10 janvier 2020 :
| The Vanguard Group                      | 10,1% |
| Fidelity Management & Research          | 4,81% |
| Scopia Capital Management               | 4,08% |
| Greenville Capital Management (Delware) | 3,88% |
| Blum Capital Partners                   | 3,58% |
| BlackRock Fund Advisors                 | 3,37% |
| Wellington Management                   | 3,37% |
| SSgA Funds Management                   | 3,17% |
| Neuberger Berman Investment Advisers    | 2,99% |
| Artisan Partners                        |       |